# Mặt thoáng
Trong thủy lực học, mặt thoáng là bề mặt chất lỏng tiếp xúc với không khí. Do vậy, áp suất trên mặt thoáng được coi là bằng áp suất khí quyển. Áp suất khí quyển ký hiệu là pa và có trị số: pa= 1atm (1 atmosphere) = 98,1.10³ N/m²